# Montreuil-des-Landes
Montreuil-des-Landes è un comune francese di 227 abitanti situato nel dipartimento dell'Ille-et-Vilaine nella regione della Bretagna.

## Società

### Evoluzione demografica
Abitanti censiti